# J.F. Kunst
Jan Frederik (Frits) Kunst (Salatiga, 13 december 1879 - Hilversum, 13 juni 1948) was een Nederlands dichter. Zijn literaire en politieke ontwikkeling vertoont grote overeenkomst met die van Geerten Gossaert (pseudoniem van Carel Gerretson) waardoor korte tijd werd aangenomen dat "J.F. Kunst" een ander pseudoniem van Gerretson was.
Kunst werkte als jurist in Nederlands-Indië en publiceerde in de jaren twintig en dertig gedichten en vertalingen in verschillende literaire tijdschriften, zoals De Gids. In 1928 publiceerde hij de bundel Langs den weg. Na 1945 publiceerde hij het gedicht "Opdracht" dat was opgedragen aan de krijgsgevangenen uit Nederlands-Indië en in 1948 kwam zijn belangrijkste werk uit, de bundel Melati en Rotan: gedichten. Kunst blijkt net als Gerretson een voorstander van de 'rijkseenheidsgedachte' die wil dat Nederland en Nederlands-Indië bij elkaar blijven.
Het meeste van Kunsts werk is alleen in handschrift bewaard gebleven.
Kunst kwam in maart 2007 kort in de belangstelling toen Jaap Harskamp en Reinier Salverda in Trouw ten onrechte veronderstelden dat J.F. Kunst een van de pseudoniemen was van Gerretson. Zij zagen in de bundel Melati en rotan de verdwenen politieke gedichten van Gerretson. Harskamp en Salverda prezen de hoge kwaliteit van de gedichten, die volgens hen het niveau bereikten van de gedichten die Gerretson onder het pseudoniem Geerten Gossaert had gepubliceerd. Nog diezelfde maand herriepen zij deze identificatie in een nieuw artikel in Trouw over de vergeten dichter Frits Kunst.
- Digitale Bibliotheek voor de Nederlandse Letteren: kuns011
- Nederlandse Thesaurus van Auteursnamen: 07385400X
- Virtual International Authority File: 287916036
- WorldCat: E39PBJhrYCdDQ9CkkwVdpHC4v3